# Antonin Barthélemy
 Antonin Barthélemy fue un escultor francés nacido en París; fue conocido por sus esculturas de estilo Modernista.

## Datos biográficos
Expuso en los salones de la Sociedad nacional de Bellas Artes -en francés: Société nationale des beaux-arts- entre 1912 y 1914 y en el Salon d'automne -(fr)- de París en 1919 y 1924. 
Realizó importantes esculturas religiosas en estilo clásico y también esculturas de animales.
Su obra figura en Le Bénézit (Dictionnaire des peintres, sculpteurs, dessinateurs et graveurs). 
Fue miembro de la École de Nancy, junto a los hermanos Daum, Émile Gallé, Jacques Grüber, Louis Majorelle y Eugène Vallin.